# Ambositra
Ambositra   este un oraș  în  partea de est a Madagascarului. Este reședința regiunii Amoron'i Mania. Orașul este centrul eparhiei catolice locale.

## Clima
Orașul este situat în partea de sud-est a țării, în zona muntoasă. Clima este caracterizată de  căderi cu rată mare a precipitațiilor.

## Populație
Populația orașului este în continuă creștere. Numărul populației a crescut de la 16 780 în 1975 la 28 000 în 2001

## Galerie foto

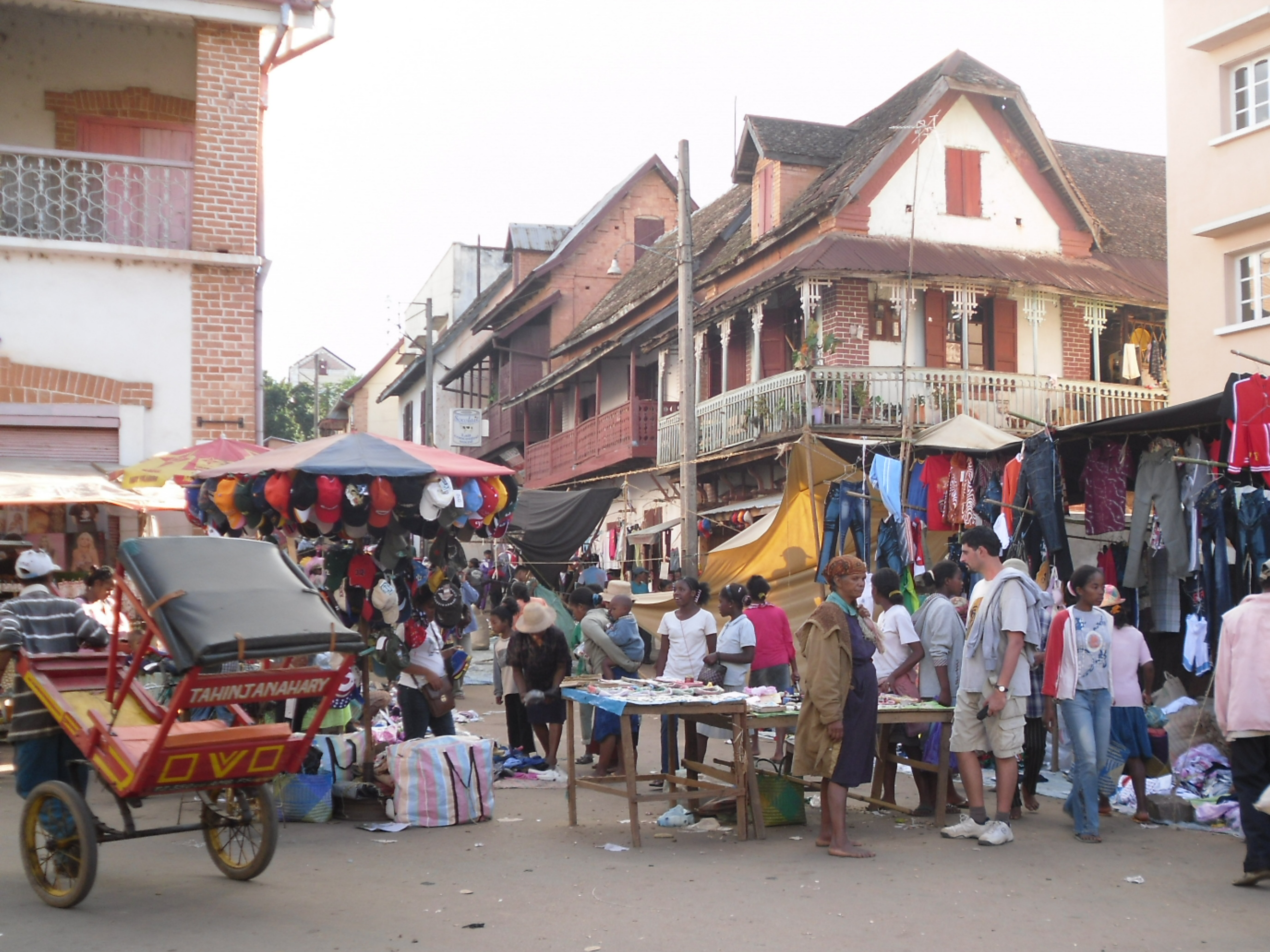
Piață
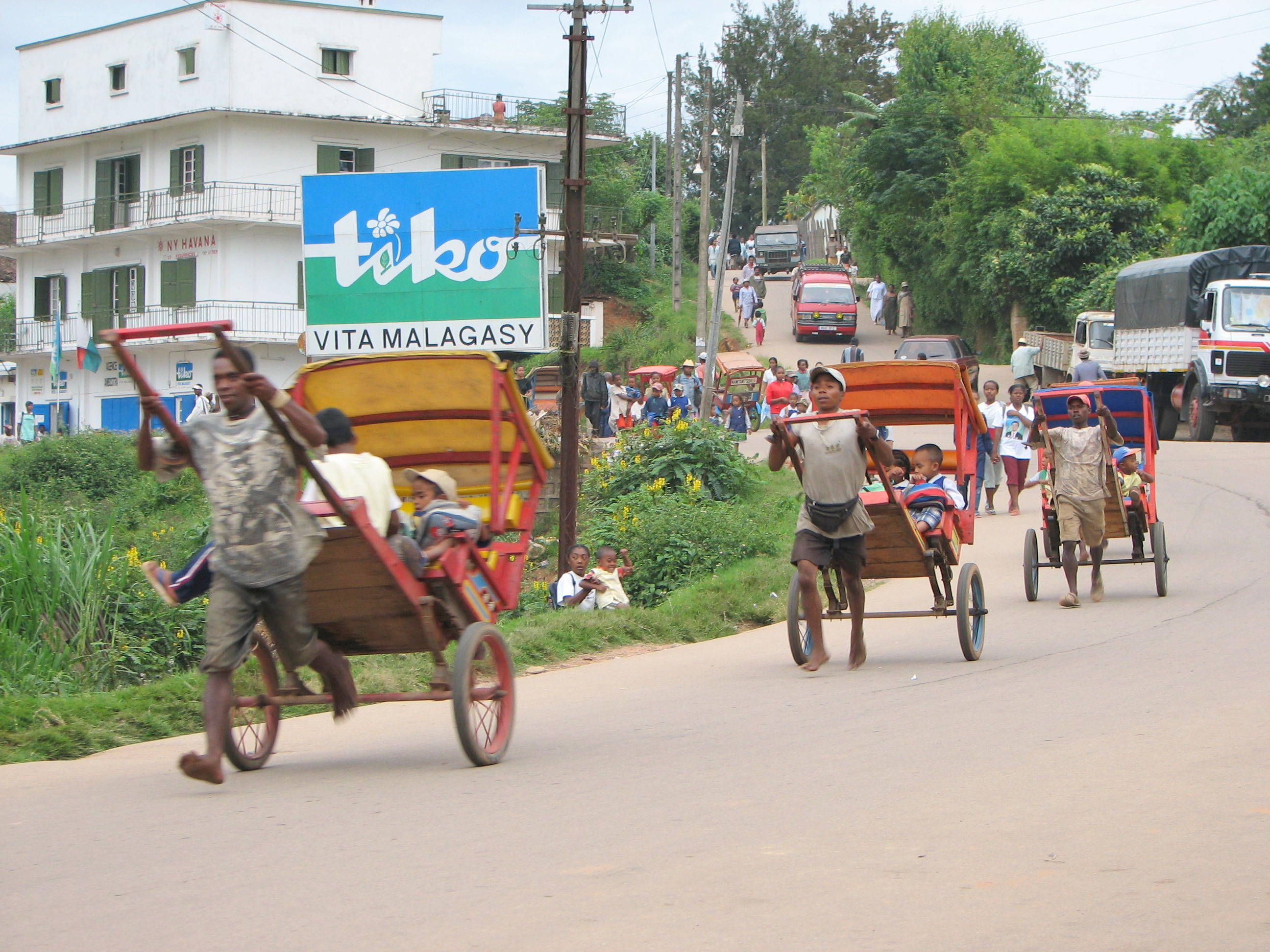
Ricșe pe străzile orașului
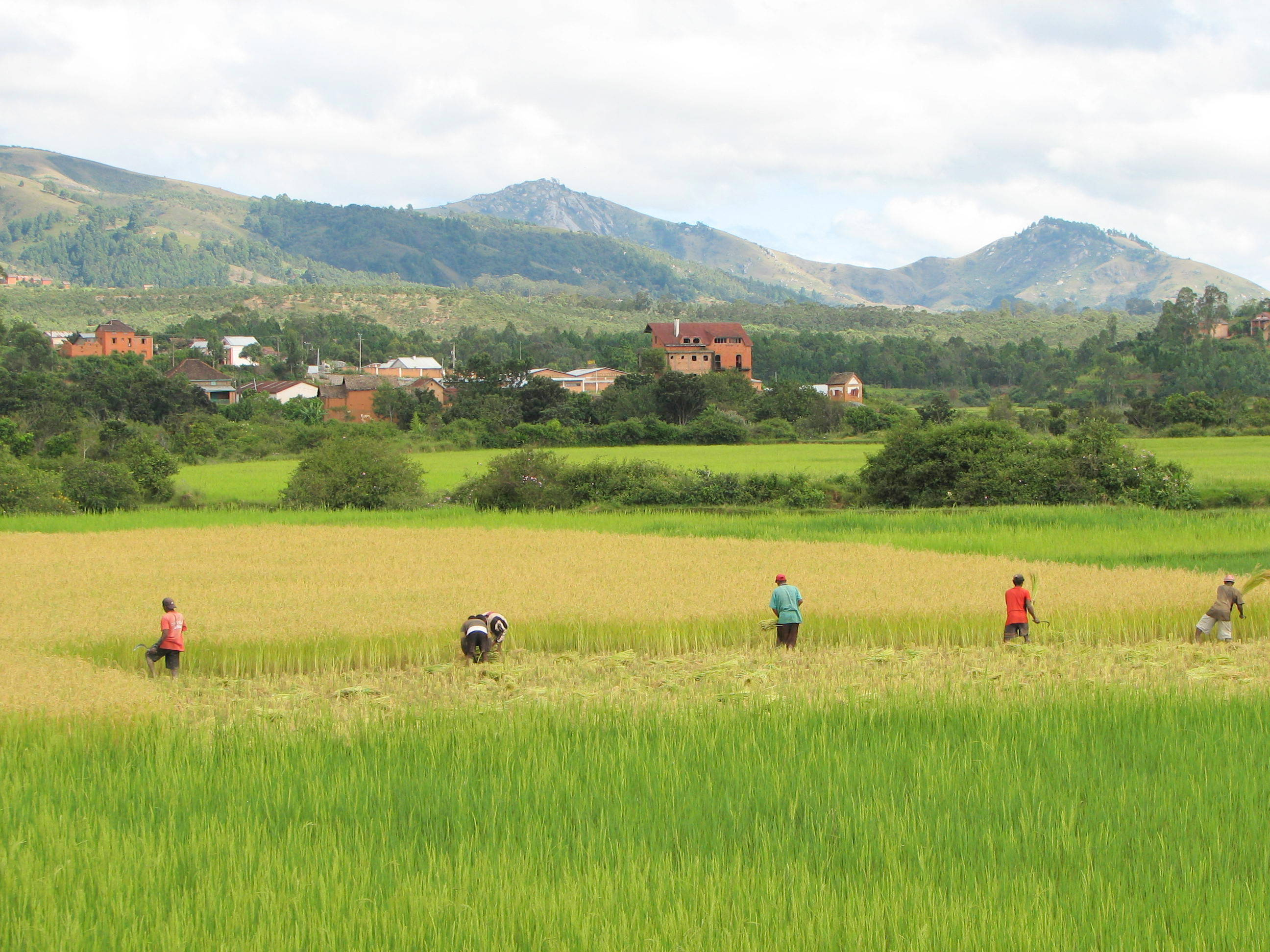
Suburbia orașului
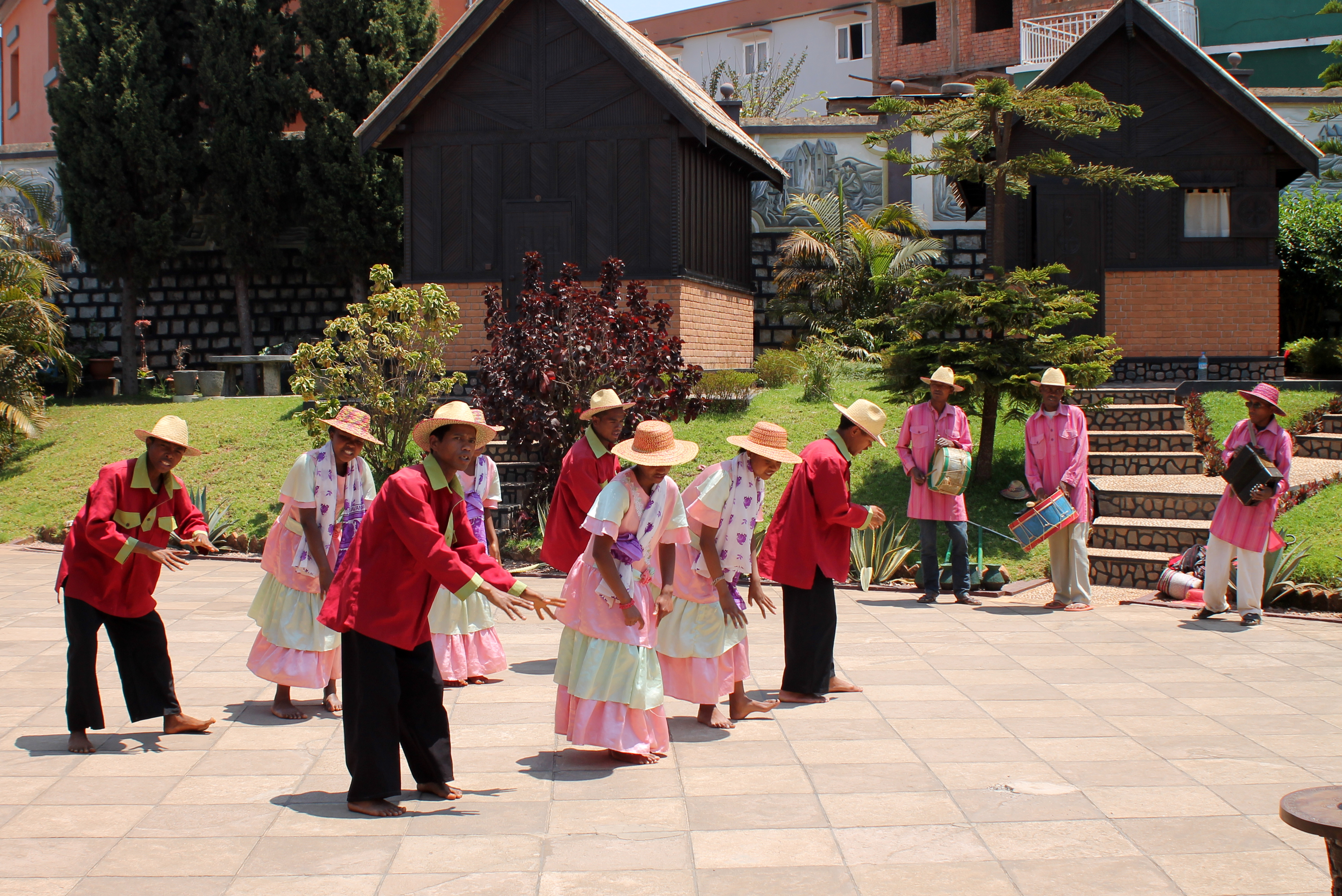
Prezentări artistice
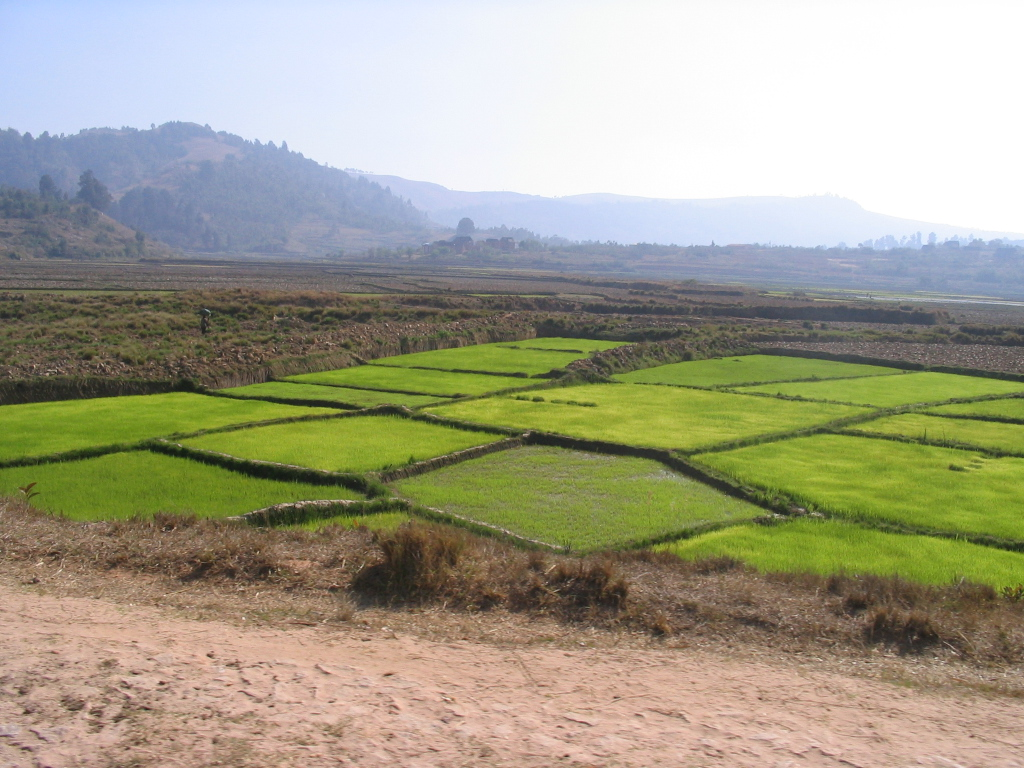
Câmpuri cultivate